# Grand Prix automobile de Monaco 1990
GP précédent GP suivant
Le Grand Prix automobile de Monaco 1990 (48e Grand Prix de Monaco), disputé sur le circuit de Monaco, à Monte-Carlo, à Monaco le 27 mai 1990, est la trente-septième édition du Grand Prix, la 488e épreuve de l'histoire du championnat du monde de Formule 1 courue depuis 1950 et la quatrième manche du championnat 1990.

## Classement
| Pos. | No | Pilote             | Écurie            | Tours | Temps/Abandon                      | Grille | Points |
| ---- | -- | ------------------ | ----------------- | ----- | ---------------------------------- | ------ | ------ |
| 1    | 27 | Ayrton Senna       | McLaren-Honda     | 78    | 1 h 52 min 46 s 982 (138,097 km/h) | 1      | 9      |
| 2    | 4  | Jean Alesi         | Tyrrell-Ford      | 78    | + 1 s 087                          | 3      | 6      |
| 3    | 28 | Gerhard Berger     | McLaren-Honda     | 78    | + 2 s 073                          | 5      | 4      |
| 4    | 5  | Thierry Boutsen    | Williams-Renault  | 77    | + 1 tour                           | 6      | 3      |
| 5    | 10 | Alex Caffi         | Arrows-Ford       | 76    | + 2 tours                          | 22     | 2      |
| 6    | 29 | Éric Bernard       | Lola-Lamborghini  | 76    | + 2 tours                          | 24     | 1      |
| 7    | 35 | Gregor Foitek      | Onyx-Ford         | 72    | Collision                          | 20     |        |
| Abd. | 11 | Derek Warwick      | Lotus-Lamborghini | 66    | Freins                             | 13     |        |
| Abd. | 2  | Nigel Mansell      | Ferrari           | 63    | Batterie                           | 7      |        |
| Abd. | 24 | Paolo Barilla      | Minardi-Ford      | 52    | Boîte de vitesses                  | 19     |        |
| Abd. | 36 | Jyrki Järvilehto   | Onyx-Ford         | 52    | Boîte de vitesses                  | 26     |        |
| Abd. | 26 | Philippe Alliot    | Ligier-Ford       | 47    | Boîte de vitesses                  | 18     |        |
| Abd. | 6  | Riccardo Patrese   | Williams-Renault  | 41    | Distributeur                       | 4      |        |
| Abd. | 22 | Andrea De Cesaris  | BMS Dallara-Ford  | 38    | Accélérateur                       | 12     |        |
| Abd. | 3  | Satoru Nakajima    | Tyrrell-Ford      | 36    | Suspension                         | 21     |        |
| Dsq. | 20 | Nelson Piquet      | Benetton-Ford     | 34    | Disqualifié                        | 10     |        |
| Abd. | 1  | Alain Prost        | Ferrari           | 30    | Batterie                           | 2      |        |
| Abd. | 19 | Alessandro Nannini | Benetton-Ford     | 20    | Pression d'huile                   | 16     |        |
| Abd. | 7  | David Brabham      | Brabham-Judd      | 16    | Transmission                       | 25     |        |
| Abd. | 16 | Ivan Capelli       | Leyton House-Judd | 13    | Freins                             | 23     |        |
| Abd. | 25 | Nicola Larini      | Ligier-Ford       | 12    | Boîte de vitesses                  | 17     |        |
| Abd. | 30 | Aguri Suzuki       | Lola-Lamborghini  | 11    | Panne électrique                   | 15     |        |
| Abd. | 23 | Pierluigi Martini  | Minardi-Ford      | 7     | Allumage                           | 8      |        |
| Abd. | 12 | Martin Donnelly    | Lotus-Lamborghini | 6     | Transmission                       | 11     |        |
| Abd. | 8  | Stefano Modena     | Brabham-Judd      | 3     | Différentiel                       | 14     |        |
| Abd. | 21 | Emanuele Pirro     | BMS Dallara-Ford  | 0     | Moteur                             | 9      |        |
| Nq.  | 9  | Michele Alboreto   | Arrows-Ford       |       | Non qualifié                       |        |        |
| Nq.  | 14 | Olivier Grouillard | Osella-Ford       |       | Non qualifié                       |        |        |
| Nq.  | 15 | Mauricio Gugelmin  | Leyton House-Judd |       | Non qualifié                       |        |        |
| Nq.  | 33 | Roberto Moreno     | Eurobrun-Judd     |       | Non qualifié                       |        |        |
| Npq. | 17 | Gabriele Tarquini  | AGS-Ford          |       | Non préqualifié                    |        |        |
| Npq. | 18 | Yannick Dalmas     | AGS-Ford          |       | Non préqualifié                    |        |        |
| Npq. | 34 | Claudio Langes     | Eurobrun-Judd     |       | Non préqualifié                    |        |        |
| Npq. | 31 | Bertrand Gachot    | Coloni-Ford       |       | Non préqualifié                    |        |        |
| Npq. | 39 | Bruno Giacomelli   | Life-Rocchi       |       | Non préqualifié                    |        |        |

## Pole position et record du tour
- Pole position : Ayrton Senna en 1 min 21 s 314 (vitesse moyenne : 147,340 km/h).
- Meilleur tour en course : Ayrton Senna en 1 min 24 s 468 au 59e tour (vitesse moyenne : 141,838 km/h).

## Tours en tête
- Ayrton Senna : 78 (1-78)

## Statistiques
- 22e victoire pour Ayrton Senna.
- 82e victoire pour McLaren en tant que constructeur.
- 54e victoire pour Honda en tant que motoriste.
- 1er départ en Grand Prix pour David Brabham.
- 1er point en Championnat pour Éric Bernard.
- Nelson Piquet est disqualifié pour avoir été poussé par les commissaires.

## Classements généraux à l'issue de la course
| Pos. | Pilote             | Écurie           | Points |
| ---- | ------------------ | ---------------- | ------ |
| 1    | Ayrton Senna       | McLaren-Honda    | 22     |
| 2    | Gerhard Berger     | McLaren-Honda    | 16     |
| 3    | Jean Alesi         | Tyrrell-Ford     | 13     |
| 4    | Alain Prost        | Ferrari          | 12     |
| 5    | Riccardo Patrese   | Williams-Renault | 9      |
| 6    | Thierry Boutsen    | Williams-Renault | 9      |
| 7    | Nelson Piquet      | Benetton-Ford    | 6      |
| 8    | Alessandro Nannini | Benetton-Ford    | 4      |
| 9    | Nigel Mansell      | Ferrari          | 3      |
| 10   | Alex Caffi         | Arrows-Ford      | 2      |
| 11   | Stefano Modena     | Brabham-Judd     | 2      |
| 12   | Satoru Nakajima    | Tyrrell-Ford     | 1      |
| 13   | Éric Bernard       | Lola-Lamborghini | 1      |

| Pos. | Écurie           | Points |
| ---- | ---------------- | ------ |
| 1    | McLaren-Honda    | 38     |
| 2    | Williams-Renault | 18     |
| 3    | Ferrari          | 15     |
| 4    | Tyrrell-Ford     | 14     |
| 5    | Benetton-Ford    | 10     |
| 6    | Arrows-Ford      | 2      |
| 7    | Brabham-Judd     | 2      |
| 8    | Lola-Lamborghini | 1      |